# グドール・ゴンドウェ

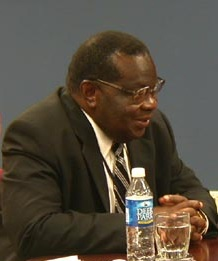
ゴンドウェ

グドール・ゴンドウェ（Goodall Edward Gondwe、1936年 - 2023年8月8日）は、マラウイの政治家で前財務大臣である。

## 概要
ゴンドウェは、1936年に現在のマラウイ北部州ムジンバ県にあるKayiwonanga村に生まれた。ロンドン大学で経済学の学士号（B.Sc.）を取得した後に、1970年代前半からマラウイ投資開発銀行（Investment and Development Bank of Malawi：現Indebankの前身）の運営へ参加するなどの経歴を経て、2004年6月に大統領のビング・ワ・ムタリカにより財務大臣へ任命された。。なお、2009年2月には財務大臣として日本を訪れ、御法川信英外務大臣政務官との夕食会で意見交換を行っている。
しかし、2009年に行われた選挙の後、ムタリカの内閣再編により財務大臣から地方自治大臣へと降格された。なお、ゴンドウェの後任として着任した財務大臣はマラウイの初代大統領であったヘイスティングズ・カムズ・バンダの甥であるケン・カンドド（Ken Kandodo）であった。
ゴンドウェはこれまでに、マラウイ準備銀行総裁や、アフリカ開発銀行上級副社長兼議長代理、バキリ・ムルジ第二代マラウイ大統領の首席経済補佐官、国際通貨基金の取締役補佐官などを含む、国内外の要職を務めており、2008年度にはアフリカの"Finance Minister of the Year"に贈られるAfrican Banker Awards を受賞した。
2023年8月8日、リロングウェの自宅に倒れて病院に搬送された後、死亡が確認された。86歳没。